# Lago Viljandi
El lago Viljandi (estonio: Viljandi järv) es un lago de Estonia situado junto a la ciudad de Viljandi en el condado de Viljandi, 58°21′N 25°36′E / 58.350, 25.600.
Posee una longitud máxima de 4.33 kilómetros. Su anchura llega a 435 metros. Cubre una superficie de 1. 58 km ². Y la mayor profundidad es de 11 metros.
El lago Viljandi es un lago típico de valle: alargado y relativamente profundo. El río Valuoja, es su principal afluente y el río Raudna es su principal descarga hacía la bahía de Riga.